# La Pelada
La Pelada es una comuna de la provincia de Santa Fe, Argentina. Fundada el 31 de mayo de 1892.
La localidad de La Pelada, es cabecera del distrito comunal del mismo nombre. Está ubicado en el noreste del departamento Las Colonias, a 51,44 m s. n. m. Tiene una superficie de 46 km² (el del mayor tamaño del departamento). Representa el 7,5% del total departamental.
Actualmente es gobernada por el intendente César Mathey.
Su fiesta patronal es celebrada todos los 20 de agosto, día de conmemoración de su santo patrono San Bernardo.

## Población
Cuenta con 1,377 habitantes (Indec, 2010), lo que representa un incremento del 8,4% frente a los 1,347 habitantes (Indec, 2001) del censo anterior.
| Gráfica de evolución demográfica de La Pelada entre 1991 y 2010 |
|                                                                 |
| Fuente: Censos nacionales del INDEC                             |

## Los Fuertes
Sobre el terreno que ocupa La Pelada cruzaba el camino real que unía Santa Fe con Santiago del Estero y el NO; es por ello que desde 1670 ya hubo españoles y criollos residiendo en los dos fuertes que tuvo el distrito: el Fuerte San Nicolás y el Fuerte Los Ejes. El primero, ubicado cerca del actual casco de la Estancia La Pelada y el segundo donde hoy se encuentra el establecimiento Los Ejes, cerca del arroyo Cululú.

## El origen del nombre
Surge de la toponimia del lugar. Hay mapas del siglo XVII confeccionados por los españoles donde denominaban como "Senda Pelada" a una amplia zona al norte de la desembocadura del arroyo Cululú en el río Salado, seguramente no se encontraba cubierta de montes. La denominación continuó apareciendo en los títulos españoles de posesión de tierras en esta zona.

## El ferrocarril
En la localidad funcionaron el ramal F10 (Humboldt-Soledad), asentado en 1888, y el ramal F13 (Nelson-San Cristóbal), terminado en 1891. El emplazamiento de la estación conformó el centro histórico de la localidad, donde se edificaron las viviendas más antiguas. Posteriormente, el centro se trasladó alrededor de la plaza pública. Desde el año 1986 hasta la actualidad, en la vieja estación de ferrocarril funciona la escuela de educación secundaria orientada Nro. 367 Brigadier Gral. Estanislao López (anteriormente de Educación Técnica).